# Стоуэлл, Флоренс
Фло́ренс Ме́лиэн Сто́уэлл (англ. Florence Melian Stawell) (2 мая 1869, Мельбурн — 9 июня 1936, Оксфорд) — английский филолог-классик, младшая дочь сэра Уильяма Фостера Стоуэлла.

## Биография
Флоренс Мелиэн Стоуэлл родилась 2 мая 1869 года в Мельбурне, в семье сэра Уильяма Фостера Стоуэлла, британского политика, судьи, представителя Её Величества королевы Виктории в Австралии. Два года проучилась в Мельбурнском университете, затем перебралась в Англию и в мае 1889 года поступила в женский Newnham College при Кембриджском университете. В 1892 году сдала первую часть экзамена для получения отличия по классической филологии, но вторую часть не сдавала.
В 1894—1895 годах мисс Стоуэлл преподавала в колледже, но вынуждена была прекратить работу из-за слабого здоровья и перебраться в Лондон, где и прожила большую часть жизни, изредка навещая родственников в Австралии.
В 1909 году она опубликовала труд Homer and the Iliad: an Essay to determine the Scope and Character of the Original Poem, важное исследование гомеровского эпоса. В 1911 году предприняла попытку дешифровать недавно открытый Фестский диск. Стоуэлл исходила из предположения, что надпись на нём выполнена силлабическим письмом на древнеионическом (так называемом, гомеровском) диалекте древнегреческого языка.
В 1918 году вышла её The Price of Freedom, an Anthology for all Nations, а пять лет спустя The Making of the Western Mind, в соавторстве с Фрэнсис Сидни Марвин (Francis Sydney Marvin). В 1928 году была закончена книга Goethe and Faust; an Interpretation, совместная работа с историком Голдсуорси Лоусом Диккинсоном. Затем мисс Стоуэлл перевела на английский язык трагедию Еврипида «Ифигения в Авлиде» и написала замечательную небольшую книгу The Growth of International Thought (обе 1929).
Стоуэлл усердно занималась изучение критского письма и в 1931 году опубликовала работу A Clue to the Cretan Scripts. Следующая значительная работа исследовательницы, The Practical Wisdom of Goethe: an Anthology, появилась в 1933 году. В июне 1936 года Флоренс Стоуэлл умерла в Оксфорде.
Флоренс Стоуэлл была прекрасным филологом, древнегреческий язык для неё оставался живым языком. Слабая телом, она была сильна духом, и, безусловно, могла бы достичь ещё более впечатляющих результатов в своих исследованиях, если бы не проблемы со здоровьем.